# Битхэм, Эдвард
Сэр Эдвард «Эдди» Бетам Битхэм (англ. Sir Edward "Eddy" Betham Beetham; 1905, Брадфорд, Уэст-Йоркшир, Великобритания — 1979) — британский колониальный администратор, губернатор Тринидада и Тобаго (1955—1960).

## Биография
- 1946—1951 гг. — британский комиссар-резидент в Свазиленде,
- 1953—1955 гг. — губернатор Наветренных островов,
- 1955—1960 гг. — губернатор Тринидада и Тобаго. На этот период пришелся переход территории к работе избранных институтов внутреннего самоуправления. В его честь названо шоссе в Порт-оф-Спейне.